# D 753 (Türkei)
Die Straße D 753 (Devlet yolu 757) ist eine 84 km lange Straße in der Türkei.

## Verlauf
Die Straße beginnt 9 km südlich von Kırıkkale an der D 765 und führt parallel zum Fluss Kızılırmak und zum Kapulukaya-Stausee (Kapulukaya Barajı) nach Karakeçili, wo sie die D 260 kreuzt. Auf ihrer Fortsetzung zur D 750 kreuzt sie die Autobahn Otoyol 21 (Europastraße 90). An der D 750 an der Provinzgrenze zur Provinz Konya bildet die D 715 ihre Fortsetzung.